# Prazgodovina
Prazgodovina je najdaljše obdobje človeške zgodovine, saj obsega kar 98 % le-te. Začne se pred približno 3,3 milijona let oz. s pojavom človeka in se konča s pojavom prvih pisav pred približno 5200 leti, s čimer se začne stari vek.

## Periodizacija prazgodovine
- Učlovečenje
- Kamena doba
Starejša kamena doba ali paleolitik
Srednja kamena doba ali mezolitik
Mlajša kamena doba ali neolitik
- Kovinske dobe
Bakrena doba
Bronasta doba
Železna doba

## Prvi človek
Nastanek ter razvoj človeka je tesno povezan z naravnimi in geografskimi spremembami (ledena doba in menjavanje toplih in hladnih obdobij). Na sam človekov razvoj pa so vplivale še genetske spremembe.
Zadnja živalska oblika pred nastankom človeka je bil avstralopitek ali južna človeku podobna opica (Lucy). Avstralopitki so živeli pred 3,5 milijoni let. Učlovečenje človeka se je zgodilo med 2,2 milijona let pred našim štetjem, ko se je razvil spreten človek ali Homo habilis. Iz njega se je razvil pokončni človek ali Homo erectus, katerega najstarejše najdbe izvirajo iz Afrike in so stare 1,6 milijona let. Ena veja arhaičnega mislečega človeka se je razvila v posebno človeško podvrsto, ki se imenuje neandertalec ali Homo sapiens neandertalensis. Do okoli 95.000 pred našim štetjem se iz arhaičnega mislečega človeka razvije sodobni misleči človek ali Homo sapiens.

## Življenje ljudi v prazgodovini
Živeli so v jamah in pod skalnimi previsi. Preživljali so se z lovom in nabiralništvom.

### Povezovanje ljudi
Zaradi boljših pogojev za preživetje (lažje so lovili večje živali itd.) so se začeli družiti v večje skupine, imenovane horda. Več družin skupaj se imenuje klan. Več družin tvori rod (več sorodnikov skupaj, več rodov pleme, več plemen pa plemensko zvezo).

### Lovci in nabiralci
Moški so hodili na lov, ženske pa so med tem časom nabirale razne rastline. Bili pa so si enakopravni. Kasneje se pojavi obdobje matriarhata (kjer so vladale ženske), ki mu sledi obdobje patriarhata (glavno besedo so imeli moški). 

### Duhovno obzorje
- jamske slike
- animizem (verovanje v duhove )
- totemizem (verovanje v simbole rastlinskega in živalskega izvora)
- kanibalizem (verjamejo, da bodo, če bodo pojedli človeka, dobili njegovo moč in pamet)
- kult vladarjev (v kameni dobi verjamejo, da je vladar božji namestnik, ki je dobil to moč, da vlada drugim)

## Prve visoke civilizacije
Glavni članek: Prve visoke civilizacije.
Mesta so nastala na bližnjem vzhodu (Turčija). Catal Hüyük je prazgodovinsko mesto, ki je imelo 6000–7000 prebivalcev, spada pa v leta okoli 6150 pr. n. št.
Hiše so bile pravokotne in enonadstropne. Zidane so bile iz surovih opek, posušenih na soncu. Strehe so bile ravne in imele so strešne lopute, ki so služile kot vhod. Majhne odprtine na vrhu sten so služile kot okna. Nevarnost požarov je bila velika, saj so bile hiše dobesedno prilepljene druga ob drugi. Ob stene so bile postavljene lestve – brez njih so bili odrezani od sveta. 
Stvari in stenske slikarije z vsakdanjimi prizori (glava umrlega moškega, lovec, oblečen v leopardjo kožo, nakit, posode, ličila, orodje...)